# مهدي يوسف
مهدي يوسف (1948 - 13 أغسطس 2010) ممثل وكاتب سيناريو مصري راحل.

## نشأته
اسمه بالكامل مهدي محمد يوسف إسماعيل، من مواليد أول نوفمبر عام 1948 بحي السيدة زينب بالقاهرة، حصل على الإجازة الجامعية في الحقوق من جامعة القاهرة عام 1972، وعين بعد تخرجه لفترة بمحكمة جنوب القاهرة، ولكن حبه للفن دفعه إلى استكمال دراسته بأكاديمية الفنون وبالتحديد بالمعهد العالي للنقد والتذوق الفني، ليحصل علي دبلوم الدراسات العليا عام 1983، ويتفرغ للكتابة الدرامية بعد ذلك. 
شارك ككاتب وممثل ومخرج ببعض العروض المسرحية، وبالتحديد من خلال المشاركة بالأنشطة المسرحية بمركز «شباب المنيل» ثم من خلال «الجمعية المصرية لهواة المسرح» ومهرجاناتها المتخصصة ومن بينها المهرجانات الثلاث للمونودراما التي نظمتها الجمعية خلال الفترة من 1984 إلى 1978، ومهرجان «المسرح التجريبي الأول» الذي نظمته الجمعية عام 1986، ساهم بتقديم ثلاثة عروض من أفضل العروض التي قدمت بالمهرجانات وهي بالترتيب: "3333" من إخراج وبطولة عزة الحسيني، «أوديب ابن أختي» من إخراج عمرو دوارة وبطولة نورا أمين، «الحياة... الزواج والموت» من إخراج مهدي يوسف وبطولة وجيه عجمي. وحول مساهمات مهدي يوسف كرجل مسرح خلال هذه الفترة كتب الناقد والشاعر عمر نجم بمجلة القاهرة - تظل هي قمة ودرة هذا التعاون الفني بينهما.

## مؤلفاته الفنية

### تلفزيون
- يوميات ونيس
- سارة

### مسرح
قدم للمسرح الخاص «ماما أمريكا» و«لعبة الست» والعديد من الأعمال وعندما كتب «بنت الحكومة» للقطاع العام لم تر النور وعانت من الروتين واللجان حتي استقر الأمر عند «إيمان البحر درويش».